# Ölands-Åkerbo landskommun
Ölands-Åkerbo landskommun var en tidigare kommun på Öland i Kalmar län.

## Administrativ historik
Kommunen bildades som så kallad storkommun år 1952, vid den genomgripande kommunreformen av de tidigare landskommunerna Böda, Högby, Källa och Persnäs.
Ölands-Åkerbo kommun ägde bestånd fram till den 1 januari 1974, då den lades samman med Borgholms kommun.
Kommunkoden var 0836

### Kyrklig tillhörighet
I kyrkligt hänseende tillhörde landskommunen de fyra församlingarna Böda, Högby, Källa och Persnäs.

## Befolkningsutveckling
| Befolkningsutvecklingen i Ölands-Åkerbo landskommun 1951–1972                                    | Befolkningsutvecklingen i Ölands-Åkerbo landskommun 1951–1972 | Befolkningsutvecklingen i Ölands-Åkerbo landskommun 1951–1972 | Befolkningsutvecklingen i Ölands-Åkerbo landskommun 1951–1972 | Befolkningsutvecklingen i Ölands-Åkerbo landskommun 1951–1972 |
| ------------------------------------------------------------------------------------------------ | ------------------------------------------------------------- | ------------------------------------------------------------- | ------------------------------------------------------------- | ------------------------------------------------------------- |
|                                                                                                  |                                                               |                                                               |                                                               |                                                               |
| År                                                                                               |                                                               |                                                               | Folkmängd                                                     |                                                               |
| 1951                                                                                             | 1951                                                          |                                                               | 4 826                                                         |                                                               |
| 1955                                                                                             | 1955                                                          |                                                               | 4 596                                                         |                                                               |
| 1960                                                                                             | 1960                                                          |                                                               | 4 280                                                         |                                                               |
| 1965                                                                                             | 1965                                                          |                                                               | 3 851                                                         |                                                               |
| 1970                                                                                             | 1970                                                          |                                                               | 3 602                                                         |                                                               |
| 1972                                                                                             | 1972                                                          |                                                               | 3 510                                                         |                                                               |
| Anm: Befolkning den 31 december enligt den administrativa indelningen den 1 januari följande år. |                                                               |                                                               |                                                               |                                                               |

## Geografi
Ölands-Åkerbo landskommun omfattade den 1 januari 1952 en areal av 252,93 km², varav 250,25 km² land.

### Tätorter i kommunen 1960
| Tätort    | Folkmängd |
| --------- | --------- |
| Böda      | 226       |
| Löttorp   | 218       |
| Byxelkrok | 202       |

Tätortsgraden i kommunen var den 1 november 1960 15,1 procent.

## Politik

### Mandatfördelning i valen 1950-1970
| 10 | 20 | 3 | 2 |

| 34 |

| 10 | 18 | 3 | 4 |

| 33 |

| 9 | 19 | 3 | 4 |

| 34 |

| 11 | 18 | 3 | 3 |

| 33 |

|  | 8 | 19 | 3 | 4 |

| 33 |

|  | 9 | 17 | 3 | 2 | 3 |

| 30 | 5 |